# Dex nyomozó
A Dex nyomozó (eredeti cím: Stumptown) 2019 és 2020 között vetített amerikai bűnügyi drámasorozat, amelyet Jason Richman alkotott, Stumptown című képregény alapján. A főbb szerepekben Cobie Smulders, Jake Johnson, Tantoo Cardinal, Cole Sibus és Adrian Martinez látható.
Amerikában 2019. szeptember 25-én az ABC, Magyarországon 2020. november 17-én a Cool TV mutatta be.
2020. szeptember 16-án egy évad után törölték a sorozatot.

## Ismertető
Dex Parios egy éles eszű katonai veterán, aki Portlandben próbál boldogulni, miközben gondoskodik fiatalabb testvéréről, Anselről. Afganisztáni tengerészgyalogosként szerzett katonai hírszerzési tapasztalatai során poszttraumás stressz szindrómával küzd, amelyet egy robbanás okozott. A balesetben megsérült, és elvesztette egyetemi szerelmét és volt kedvesét. Súlyos szerencsejáték-adósságai és az állandó munka megtartásának nehézségei miatt magánnyomozóként kezd dolgozni, hogy olyan problémákat oldjon meg, amelyekben a rendőrség nem jár el. Miles Hoffman nyomozó ajánl neki ügyeket, míg Grey McConnell, egy bár tulajdonosa és Dex legközelebbi barátja, erkölcsi támogatást nyújt, és alkalmazza Ansel-t a bárjában.

## Szereplők

### Főszereplők
| Szereplő              | Színész         | Magyar hang    | Leírás |
| --------------------- | --------------- | -------------- | --- |
| Dex Parios            | Cobie Smulders  | Németh Borbála | Tengerészgyalogos veterán, aki most magánnyomozóként dolgozik, hogy eltartsa testvérét és kimásszon az adósságból. |
| Grey McConnell        | Jake Johnson    | Szabó Máté     | Volt elítélt, a Bad Alibi bár tulajdonosa és Dex legközelebbi barátja.                                             |
| Sue Lynn Blackbird    | Tantoo Cardinal | Rátonyi Hajni  | A Konföderált Törzsek szülötte, egy törzsi kaszinó tulajdonosa, valamint Dex elhunyt barátjának édesanyja.         |
| Ansel Parios          | Cole Sibus      | Baráth István  | Dex öccse, aki Down-szindrómával él, és a Bad Alibi nevű bárban dolgozik segédpultosként.                          |
| Tookie                | Adrian Martinez | Tokaji Csaba   | Ételkamion-tulajdonos, aki informátorként segíti Dexet.                                                            |
| Cosgrove hadnagy      | Camryn Manheim  | Kocsis Mariann | Hoffman nyomozó felettese.                                                                                         |
| Miles Hoffman nyomozó | Michael Ealy    | Varga Gábor    | Dex kapcsolata a portlandi rendőrkapitányságnál.                                                                   |

### Mellékszereplők
| Szereplő     | Színész          | Magyar hang | Leírás                       |
| ------------ | ---------------- | ----------- | ---------------------------- |
| Hollis Green | Gregory Zaragoza | Vári Attila | Sue Lynn Blackbird jobbkeze. |

### Magyar változat
- Bemondó: Korbuly Péter
- Magyar szöveg: Moduna Zsuzsa

A szinkront a Mikroszinkron készítette el.

## Epizódokok
| Sor. | Év. | Cím                                                                  | Rendező             | Író                                          | Premier                                 |
| ---- | --- | -------------------------------------------------------------------- | ------------------- | -------------------------------------------- | --------------------------------------- |
| 1.   | 1.  | Felejtsd el Dex, ez Stumptown (Forget It Dex, It's Stumptown)        | James Griffiths     | Jason Richman                                | 2019. szeptember 25. 2020. november 17. |
| 2.   | 2.  | Elszalasztott kapcsolatok (Missed Connections)                       | James Griffiths     | Matt Olmstead,Mike Weiss és Jason Richman    | 2019. október 2. 2020. november 18.     |
| 3.   | 3.  | Rip City hekusai (Rip City Dicks)                                    | Dean White          | Zahir McGee                                  | 2019. október 9. 2020. november 19.     |
| 4.   | 4.  | Családi kötelékek (Family Ties)                                      | Marc Buckland       | Deirdre Shaw                                 | 2019. október 16. 2020. november 20.    |
| 5.   | 5.  | Rossz alibik (Bad Alibis)                                            | Brooke Kennedy      | Manuel Figueroa és Jordan Heimer             | 2019. október 30. 2020. november 23.    |
| 6.   | 6.  | Dex és drog és rock and roll (Dex, Drugs and Rock & Roll)            | Marc Buckland       | William Jehu Garroutte és Jason Richman      | 2019. november 6. 2020. november 24.    |
| 7.   | 7.  | Novemberi meglepetés (November Surprise)                             | David Rodriguez     | Mike Weiss                                   | 2019. november 20. 2020. november 25.   |
| 8.   | 8.  | A másik nő (The Other Woman)                                         | Jessica Yu          | Heidi Cole McAdams                           | 2019. december 4. 2020. november 26.    |
| 9.   | 9.  | Dexleckék (Dex Education)                                            | Lily Mariye         | Nicholas Wootton                             | 2019. december 11. 2020. november 27.   |
| 10.  | 10. | A valóságcsekket nem dobják vissza (Reality Checks Don't Bounce)     | Alex Zakrzewski     | Derek Jennings és Zahir McGee                | 2020. január 8. 2020. november 30.      |
| 11.  | 11. | A múlt és a harag (The Past and the Furious)                         | Stacey K. Black     | Louisa Levy                                  | 2020. január 15. 2020. december 1.      |
| 12.  | 12. | Mocskos Dex pénz (Dirty Dexy Money)                                  | Marc Buckland       | Ariel Hall és Woody Strassner                | 2020. január 22. 2020. december 2.      |
| 13.  | 13. | Dex-faktor (The Dex Factor)                                          | Stacey K. Black     | Matt Olmstead és Jason Richman               | 2020. február 5. 2020. december 3.      |
| 14.  | 14. | Még Dex el nem választ (Til Dex Do Us Part)                          | Ruben Fleischer     | William Jehu Garroutte és Heidi Cole McAdams | 2020. február 12. 2020. december 4.     |
| 15.  | 15. | Mindenáron (At All Costs: The Conrad Costas Chronicles)              | Christopher Misiano | Nicholas Wootton                             | 2020. február 19. 2020. december 7.     |
| 16.  | 16. | Dex-fronton a helyezett változatlan (All Quiet On the Dextern Front) | Marc Buckland       | Woody Strassner és Louisa Levy               | 2020. március 4. 2020. december 8.      |
| 17.  | 17. | A Dex-akták (The Dex Files)                                          | Alex Zakrzewski     | Ariel Hall és Nicholas Wootton               | 2020. március 18. 2020. december 9.     |
| 18.  | 18. | Mindenki Dex után (All Hands on Dex)                                 | Marc Buckland       | Derek Jennings és Jason Richman              | 2020. március 25. 2020. december 10.    |

## A sorozat készítése
2019. január 29-én bejelentették, hogy az ABC próbaepizódot kért a produkcióhoz. A próbaepizódot Jason Richman írta, aki Ruben Fleischerrel, Dave Bernaddal, Greg Ruckával, Matthew Southworth-szal és Justin Greenwooddal együtt a sorozat egyik vezető producere. A próbaepizód készítő produkciós cégek között szerepel a The District és az ABC Studios. 2019. május 8-án berendelték az első évadot. Másnap bejelentették, hogy a sorozat 2019 őszén debütál.

### Forgatás
Bár a sorozat Portlandben játszódik, Los Angelesben forgatták. Azonban a próbaepizód, amelyet nagyrészt Vancouverben forgattak, néhány jelenetet Portlandben is rögzítettek.